# کلامیدوموناس راینهاردتی
کلامیدوموناس راینهاردتی یک جلبک سبز تک‌سلولی با قطر حدود ۱۰ میکرومتر است که با دو تاژک شنا می‌کند. این گیاه دارای دیوارهٔ سلولی ساخته‌شده از گلیکوپروتئین‌های غنی از هیدروکسی‌پرولین، یک کلروپلاست بزرگ فنجانی‌شکل، یک پیرنوئید بزرگ و یک دستگاه لکهٔ چشمی است که نور را حس می‌کند.
گونه‌های کلامیدوموناس به‌طور گسترده در سراسر جهان در خاک و آب‌های شیرین پراکنده شده‌اند که کلامیدوموناس راینهاردتی یکی از رایج‌ترین و گسترده‌ترین آنهاست. کلامیدوموناس راینهاردتی یک جاندار مدل بیولوژیکی است که به خوبی مورد مطالعه قرار گرفته است، که تا حدودی به دلیل سهولت کشت و توانایی دستکاری ژنتیکی آن است. وقتی کلامیدوموناس راینهاردتی در معرض نور قرار گیرد، می‌تواند به صورت فتواتوتروف رشد کند، اما اگر کربن آلی به آن برسد، می‌تواند در تاریکی نیز رشد کند. کلامیدوموناس راینهاردتی از نظر تجاری برای تولید داروهای و سوخت‌های زیستی مورد استفاده قرار می‌گیرد و همچنین یک ابزار تحقیقاتی ارزشمند در تولید هیدروژن است.

## تاریخچه
سویهٔ آزمایشگاهی وحشی c137 (mt+) از گونهٔ کلامیدوموناس راینهاردتی از ایزوله‌ای که در سال ۱۹۴۵ توسط گیلبرت ام. اسمیت در نزدیکی امهرست، ماساچوست جمع‌آوری شد، سرچشمه می‌گیرد.

## توضیحات
سلول‌های کلامیدوموناس راینهاردتی عمدتاً کروی هستند، اما می‌توانند به شکل‌های بیضوی، تخم‌مرغی، بیضی‌شکل یا نامتقارن باشند. طول آنها ۱۰ تا ۲۲ میکرومتر و عرضشان ۸ تا ۲۲ میکرومتر است. دیوارهٔ سلولی‌شان نازک است و فاقد مژک می‌باشد. طول تاژک‌ها ۱٫۵ تا ۲ برابر طول جسم سلولی است. سلول‌ها حاوی یک کلروپلاست فنجانی‌شکل هستند که در کف سلول قرار می‌گیرد و یک پیرنوئید پایه‌ای نیز دارند.

### لکهٔ چشمی
کلامیدوموناس راینهاردتی دستگاه لکهٔ چشمی مشابهی با چرخان‌تاژک‌داران دارد. لکهٔ چشمی در نزدیکی خط استوای سلول قرار دارد. لکهٔ چشمی از یک لایه گرانول غنی از کاروتنوئید در کلروپلاست تشکیل شده است که مانند یک بازتابندهٔ نور عمل می‌کند. عملکرد اصلی لکهٔ چشمی، نوربازکنش است که شامل حرکت (با تاژک‌ها) در مواجهه با محرک نوری است. نوربازکنش برای جلبک بسیار مهم است و امکان مکان‌یابی محیط با شرایط نوری بهینه برای فتوسنتز را فراهم می‌کند. نوربازکنش بسته به شدت نور می‌تواند مثبت یا منفی باشد. مسیر نوربازکنشی شامل چهار مرحله است که منجر به تغییر در تعادل ضربانی بین دو تاژک (تاژک سیس که نزدیک‌ترین تاژک به لکهٔ چشمی است و تاژک ترانس که دورترین تاژک از لکهٔ چشمی است) می‌شود.

## جاندار مدل

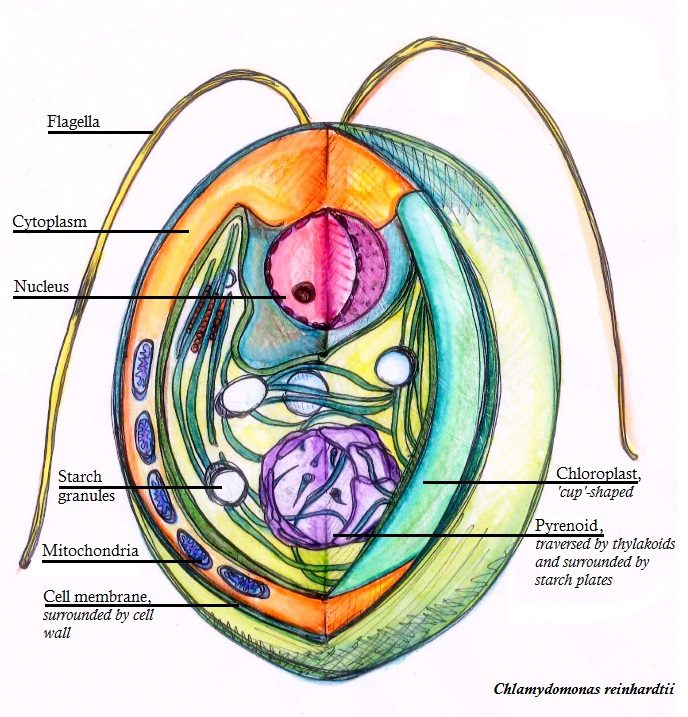
برش عرضی یک سلول کلامیدوموناس راینهارتی

کلامیدوموناس به عنوان یک جاندار مدل برای تحقیق در مورد سوالات اساسی در زیست‌شناسی سلولی و مولکولی مانند موارد زیر استفاده می‌شود:
- سلول‌ها چگونه حرکت می‌کنند؟
- سلول‌ها چگونه به نور واکنش نشان می‌دهند؟
- سلول‌ها چگونه یکدیگر را تشخیص می‌دهند؟
- سلول‌ها چگونه امواج تاژکی منظم و تکرارپذیر تولید می‌کنند؟
- سلول‌ها چگونه پروتئوم خود را برای کنترل طول تاژک تنظیم می‌کنند؟
- سلول‌ها چگونه به تغییرات در تغذیه معدنی پاسخ می‌دهند؟ (نیتروژن، گوگرد و …)

تاکنون انواع جهش‌یافتهٔ زیادی از کلامیدوموناس راینهارتی شناسایی شده است. این جهش‌یافته‌ها ابزارهای مفیدی برای مطالعهٔ انواع فرآیندهای زیستی، از جمله حرکت تاژک، فتوسنتز و سنتز پروتئین هستند. از آنجایی که گونه‌های کلامیدوموناس معمولاً هاپلوئید هستند، اثرات جهش‌ها بلافاصله و بدون تلاقی بیشتر مشاهده می‌شود.
در سال ۲۰۰۷، توالی کامل ژنوم هسته‌ای کلامیدوموناس راینهارتی منتشر شد.
کانالرودوپسین -۱ و کانالرودوپسین -۲، پروتئین‌هایی که به عنوان کانال‌های کاتیونی وابسته به نور عمل می‌کنند، در ابتدا از کلامیدوموناس راینهارتی جدا شدند. این پروتئین‌ها و پروتئین‌های مشابه آنها به‌طور فزاینده‌ای در زمینهٔ اپتوژنتیک مورد استفاده قرار می‌گیرند.

## اهمیت میتوکندریایی
ژنوم کلامیدوموناس راینهارتی برای مطالعههٔ میتوکندریایی اهمیت دارد زیرا گونه‌ای است که ژن‌های مربوط به ۶ مورد از ۱۳ پروتئین کدگذاری شده برای میتوکندری در هستهٔ سلول یافت می‌شوند و ۷ مورد در میتوکندری باقی می‌مانند. در گونه‌های خارج از خانوادهٔ کلروفیسه، این ژن‌ها فقط در میتوکندری وجود دارند و قادر به بیان آلوتوپیک نیستند. این امر برای آزمایش و توسعهٔ درمان‌های بیماری‌های ژنتیکی میتوکندریایی قابل توجه است.